# Swaraj

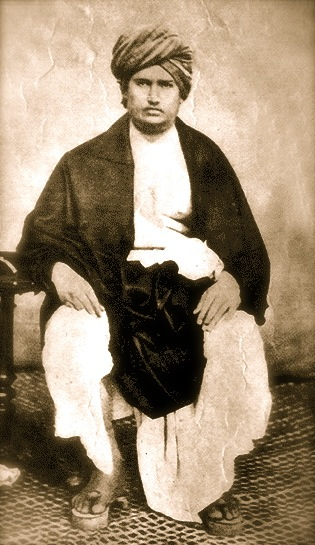
Dayanand Saraswati

Swaraj (hindi: स्वराज swa- Arxivat 2016-03-03 a Wayback Machine. "auto", raj "govern") pot significar generalment autonomia jurídica i es va usar com un sinònim d'autonomia per part de Maharishi Dayanand Saraswati i més tard per part de Mahatama Gandhi. però aquest terme normalment es refereix al concepte de Gandhi per al Moviment d'Independència de l'Índia de la dominació estrangera. El terme de Swaraj reposa en el govern no jeràrquic sinó en l'autogovern per construcció de la comunitat (community building). Es focalitza en la descentralització política. S. Satyamurti, Chittaranjan Das i Motilal Nehru van estar entre els grups de Swarajistes de la democràcia parlamentària a l'Índia. No es van implementar totalment els conceptes del Swaraj a l'Índia però va servir de model polític.